# Nana Takagiová
Nana Takagiová (japonsky 髙木 菜那, Takagi Nana; * 2. července 1992 Makubecu) je japonská rychlobruslařka.
V roce 2010 poprvé startovala ve Světovém poháru juniorů. Na juniorských světových šampionátech získala v letech 2010 a 2012 stříbrné medaile ve stíhacím závodu družstev. V seniorském Světovém poháru nastupuje pravidelně od sezóny 2013/2014. Zúčastnila se Zimních olympijských her 2014, kde v závodě na 1500 m skončila na 32. místě. Startovala i ve stíhacím závodě družstev, v němž se s japonským týmem umístila na čtvrté příčce. V této disciplíně získala na Mistrovství světa 2015 zlatou medaili a na MS 2016 stříbro. Stejný cenný kov ve stíhacím závodě družstev pomohla vybojovat i na světovém šampionátu 2017, kde navíc získala i stříbro v závodě s hromadným startem. Na Zimních olympijských hrách 2018 se v závodě na 5000 m umístila na 12. místě a ve stíhacím závodě družstev a v závodě s hromadným startem získala zlaté medaile. Z MS 2019 a 2020 si přivezla zlato se stíhacího závodu družstev. Startovala také na Zimních olympijských hrách 2022, kde získala stříbrnou medaili ve stíhacím závodě družstev, dále byla osmá na trati 1500 m a v závodě s hromadným startem vypadla v semifinále.
Její sestra Miho Takagiová je rovněž rychlobruslařka.